# Q (Zeitschrift)

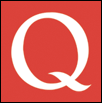
Logo

Q war eine bis zur Ausgabe 415 (28. Juli 2020) veröffentlichte britische Musik- und Unterhaltungszeitschrift der Bauer Media Group. Sie erschien monatlich und wurde auch im deutschen Bahnhofspressehandel vertrieben.

## Geschichte
Mark Ellen und David Hepworth gründeten die Zeitschrift 1986 aus Verzweiflung über den Zustand der Musikpresse, die aus ihrem Empfinden nur eine sehr junge Generation bediente und solche Musiker und Bands wie Paul Simon, Level 42 oder Dire Straits ignorierte. Als Vorbild diente der Rolling Stone. Von den anderen Musikmagazinen unterschied es sich auch durch das monatliche Erscheinen und eine höhere Druckqualität. Anfänglich lautete der Untertitel: „The modern guide to music and more“ (‚Der moderne Führer zu Musik und mehr‘). Der Name sollte ursprünglich Cue lauten (englisch u. a. für das Einstellen der Plattennadel auf der richtigen Stelle der Platte), aber um die Verwechslung mit einem Snooker-Magazin zu vermeiden wurde er auf ‚Q‘ geändert.
Typisch für die Zeitschrift sind Listen, von den 100 Greatest Albums bis zu den 100 Greatest Rock Lists. Häufiger erscheinen Monatsausgaben, die bestimmten Themen gewidmet sind, z. B. bestimmten Genres, berühmten Musikern oder wichtigen Epochen.

## Verlag
Der Verlag Emap strahlte auch einen digitalen Radiosender namens Q Radio aus, der über die digitalen Netzwerke Großbritanniens und das Internet ausgestrahlt wurde. In Großbritannien gibt es auch einen Q-Fernsehkanal. Emap gibt auch die Schwesterzeitschrift Mojo heraus, die 1994 aufgrund des großen Erfolgs von Q gegründet wurde. Weiterhin gibt er auch das an das Konzept von Q angelehnten Filmmagazin Empire heraus.